# Уоррен (округ, Айова)
Уо́ррен (англ. Warren County) — округ в США, штате Айова. На 2000 год численность населения составляла 40 671 человек. По оценке бюро переписи населения США в 2009 году население округа составляло 45 275 человек. Окружным центром является город Индианола.

## История
Округ Уоррен был сформирован в 13 января 1846 года.

## География
Согласно данным Бюро переписи населения США площадь округа Уоррен составляет 1480 км².

### Основные шоссе
- Федеральная автострада 35
- Шоссе 65
- Шоссе 69
- Автострада 5
- Автострада 28
- Автострада 92
- Автострада 316

### Соседние округа
- Полк  (север)
- Марион  (восток)
- Лукас  (юго-восток)
- Кларк  (юго-запад)
- Мадисон  (запад)

## Демография
По данным переписи населения 2000 года в округе проживало 40 671 жителей. Среди них 24,8 % составляли дети до 18 лет, 13,3 % люди возрастом более 65 лет. 50,7 % населения составляли женщины.
Национальный состав был следующим: 98,0 % белых, 0,5 % афроамериканцев, 0,2 % представителей коренных народов, 0,5 % азиатов, 1,7 % латиноамериканцев. 0,8 % населения являлись представителями двух или более рас.
Средний доход на душу населения в округе составлял $20558. 6,8 % населения имело доход ниже прожиточного минимума. Средний доход на домохозяйство составлял $62317.
Также 90,0 % взрослого населения имело законченное среднее образование, а 21,2 % имело высшее образование.